# Уйгурський каганат
Уйгурський каганат — державне утворення першої половини першого тисячоліття нової ери, яке прийшло на зміну Східно-тюркського каганату.

## Історія
Мало три незалежних об'єднання.
- Перший, найранніший каганат, створений в Хангаю в 480 та проіснував трохи більше 80 років. Втім це було неміцне племенне об'єднання. Був знищений Жужанським каганатом у 546.
- Другий каганат з'явився в 605, але  646 року знищено імперією Тан.
- Через 140 років з'явився третій Уйгурський каганат на територіях колишнього Східно-тюркського каганату.

Була прийнята спільна для всіх назва — уйгури. У 840 ця держава була знищена після 20-річної війни єнісейськими киргизами. Під натиском киргизів уйгури відкочували на південь в Східний Туркестан. Вогнища їхньої державності продовжували існувати на заході Ґаньсу і в Турфанській оазі.

## Державний апарат
Як і у випадку з попередніми Тюркськими каганатами, столичні функції виконувала долина Орхон (міста Хара-Балгас та Бешбалик).
На чолі Третого стояв каган, якому підпорядковувалися лівий (східний) та правий (західний) шад, які відпоавідали за два «крила» каганату. Питаннями управлінням за часів Третього Уйгурського каганату опікувалися внутрішній та зовнішній великі буюруки (на кшталт міністрів). Контроль над підлеглими територіями та племенами здійсгювали тутуки (намісники). Останнім підкорялися ишбари (військові очільники) та тархани (очільники племен та цивільні чиновники).
На чолі міст столяи «голови», яких призначав каганат. Існувала система митарів та податківців, розвинулася судова система.

## Економіка
Третій уйгурська каганат був феодальною державою з першими ознаками осілості у уйгурів. Там були розвинені скотарство, рільництво, а також ремесла та промисли, розвивалося будівництво міст і фортець.

## Культура
Незважаючи на те, що матеріальна культура уйгурів має глибокі центрально-азійські корені, саме уйгури почали всерйоз насаджувати в центрально-азійських степах осілу цивілізацію.